# Anillodes
Anillodes is een geslacht van kevers uit de familie van de loopkevers (Carabidae). De wetenschappelijke naam van het geslacht is voor het eerst geldig gepubliceerd in 1963 door Jeannel.

## Soorten
Het geslacht Anillodes omvat de volgende soorten:
- Anillodes affabilis (Brues, 1902)
- Anillodes debilis (Leconte, 1853)
- Anillodes depressus (Jeannel, 1963)
- Anillodes minutus Jeannel, 1963
- Anillodes sinuatus Jeannel, 1963
- Anillodes walkeri Jeannel, 1963